# Lycianthes ecuadorensis
Lycianthes ecuadorensis är en potatisväxtart som beskrevs av Friedrich August Georg Bitter. Lycianthes ecuadorensis ingår i Himmelsögonsläktet som ingår i familjen potatisväxter. Inga underarter finns listade i Catalogue of Life.